# Jörg S. Pfadenhauer
Jörg S. Pfadenhauer (* 1945 in München) ist ein deutscher Vegetationsökologe und emeritierter Universitätsprofessor an der Technischen Universität München.

## Leben
Jörg S. Pfadenhauer studierte Biologie, Chemie und Geographie an der Ludwig-Maximilians-Universität München, promovierte dort und wurde nach der Habilitation an der Universität Hohenheim, Stuttgart, und Forschungsaufenthalten an der ETH Zürich (1971) und in Brasilien (1976 bis 1978, Universidade Federal do Rio Grande do Sul, Porto Alegre) an die Technische Universität München, Fakultät für Landwirtschaft und Gartenbau (heute School of Life Sciences) berufen. Als Inhaber des Lehrstuhls für Vegetationsökologie bildete er Studierende der Landschaftsarchitektur, Landschaftsplanung und Biologie in Geobotanik, Vegetations- und Renaturierungsökologie aus.
Forschungsschwerpunkte sind Renaturierungsökologie von Mooren, Grasländern und Agrarlandschaften vorwiegend in Mitteleuropa und Südamerika. Jörg S. Pfadenhauer war von 2000 bis 2005 Präsident der Gesellschaft für Ökologie.

## Wissenschaftliche Veröffentlichungen (Auswahl)
- (1969): Edellaubholzreiche Wälder im Jungmoränengebiet deBayerischen Alpenvorlandes und in den Bayerischen Alpen. Dissertationes Botanicae (Verlag von J. Cramer, Lehre),  212 pp.
- (1980): Die Vegetation der Küstendünen von Rio Grande do Sul, Südbrasilien. Phytocoenologia 8, 321–364.
- mit F. Lütke-Twenhöven (1986):Nährstoffökologie von Molinia caerulea und Carex acutiformis auf baumfreien Niedermooren des Alpenvorlande. Flora 178, 157–166.
- mit P. Poschlod und R. Buchwald (1986): Überlegungen zu einem Konzept geobotanischer Dauerbeobachtungsflächen für Bayern. Teil I. – Methodik der Anlage und Aufnahme. Berichte der Akademie für Natur-schutz und Landschaftspflege 10, 41–60.
- (1989): Renaturierung von Torfabbauflächen in Hochmooren des Alpenvorlands. TELMA Beiheft 2, pp 313–332.
- mit G. M. Krüger und E. Muhr (1991): Ökologisches Gutachten Donaumoos – Konzept zur künftigen Landschaftsentwicklung. Schriftenreihe des Bayerischen Landesamt für Umweltschutz 109, 83 pp.
- mit F. Kötzli (1996): Restoration experiments in Middle European wet terrestrial ecosystems an overview. Vegetatio 126, 101–115.
- (1997): Vegetationsökologie – ein Skriptum, 2. verbesserte und erweiterte Auflage, IHW-Verlag, Eching. 448 pp.
- (1998): Zehn Jahre Projekt „Wurzacher Ried“. Naturschutzzentrum Bad Wurzach. 263 pp.
- (1999): Leitlinien für die Renaturierung süddeutscher Moore. Natur und Landschaft 74, 18–29.
- mit A, Grootjans, A. (1999): Wetland restoration in Central Europe: Aims and methods. Journal of Applied Vegetation Science 2, 95–106.
- (2001): Some remarks on the socio-cultural background of restoration ecology. Restoration Ecology 9, 220–229.
- mit R. Katz (2001): Ökosystemmanagement für Niedermoore: Strategien und Verfahren zur Renaturierung. Ulmer, Stuttgart. 317 pp.
- mit K. Kiehl (2003): Renaturierung von Kalkmagerrasen. Angewandte Landschaftsökologie (Bonn), 292 pp.
- mit S. Heinz (2004): Renaturierung von niedermoortypischen Lebensräumen – 10 Jahre Niedermoormanagement im Donaumoos. Naturschutz und Biologische Vielfalt 9, 299 pp.
- (2006): Subtropische Grasländer der Südhemisphäre: Verbreitung, Entstehung und Management am Beispiel des süd-brasilianischen Campo. Berichte der Reinhold-Tüxen-Gesellschaft 18, 161–175.
- mit K. Kiehl (2007): Establishment and persistence of target species in newly created calcareous grasslands on former arable fields. Plant Ecology 189, 31–48.
- mit G. Oerbeck, S. Müller, A. Fidelisauer und anderen (2007): Brazil’s neglected biome: The South Brazilian Campos. Perspectives in Plant Ecology, Evolution and Systematics9, 101–116.
- als Hrsg. mit P. Schröder und J. C. Munch (2008): Perspectives for agroecosystem management. Balancing environmental and socio-economic demands. Elsevier, Amsterdam, Boston, Heidelberg. S. Elsevier, Amsterdam, Boston, Heidelberg, 440 pp.
- mit F. A. Klötzli (2014): Vegetation der Erde. Grundlagen, Ökologie, Verbreitung. Springer Spectrum Heidelberg. ISBN 978-3-642-41949-2, doi:10.1007/978-3-642-41950-8
- mit F. A. Klötzli (2020): Global Vegetation. Fundamentals, Ecology and Distribution. Translated by Christine von Gadow. Springer Nature Switzerland AG 2020. ISBN 978-3-030-49859-7, doi:10.1007/978-3-030-49860-3